# Уйхей
Уйхей (рум. Uihei) — село у повіті Тіміш в Румунії. Входить до складу комуни Шандра.
Село розташоване на відстані 441 км на північний захід від Бухареста, 33 км на північний захід від Тімішоари.

## Населення
За даними перепису населення 2002 року у селі проживали 565 осіб, з них 561 особа (99,3%) румунів. Рідною мовою 560 осіб (99,1%) назвали румунську.